# Gustav Theodor Fechner

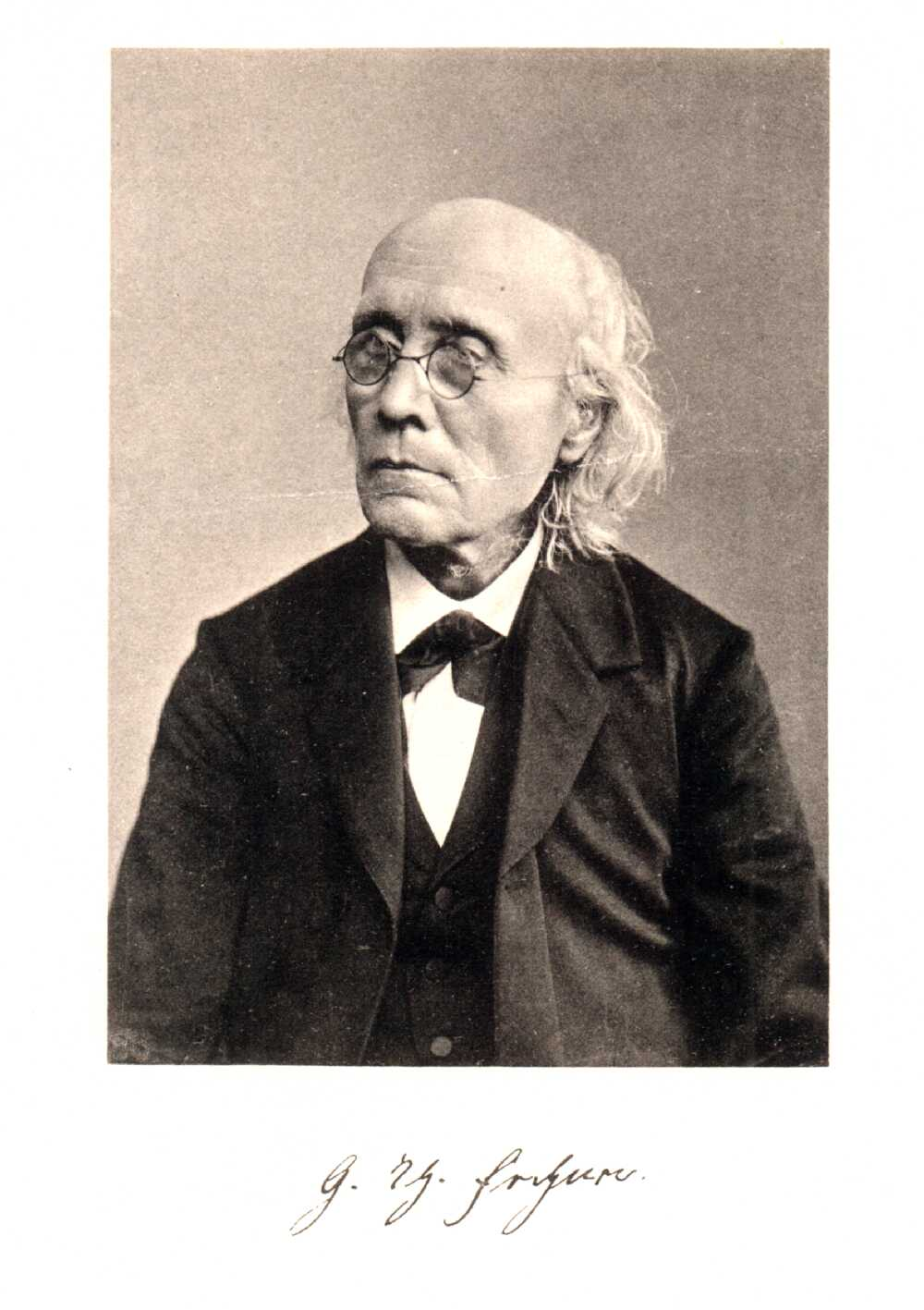
Gustav Theodor Fechner

Gustav Theodor Fechner (* 19. April 1801 in Groß Särchen in der Niederlausitz; † 18. November 1887 in Leipzig; Pseudonym Dr. Mises) war ein deutscher Mediziner, Physiker und Naturphilosoph. Fechner gilt als Begründer der Psychophysik. In späten Jahren vertrat er eine Theorie der Allbeseelung des Universums und ist somit einer der wichtigsten Vertreter einer panpsychistischen Weltanschauung.

## Leben

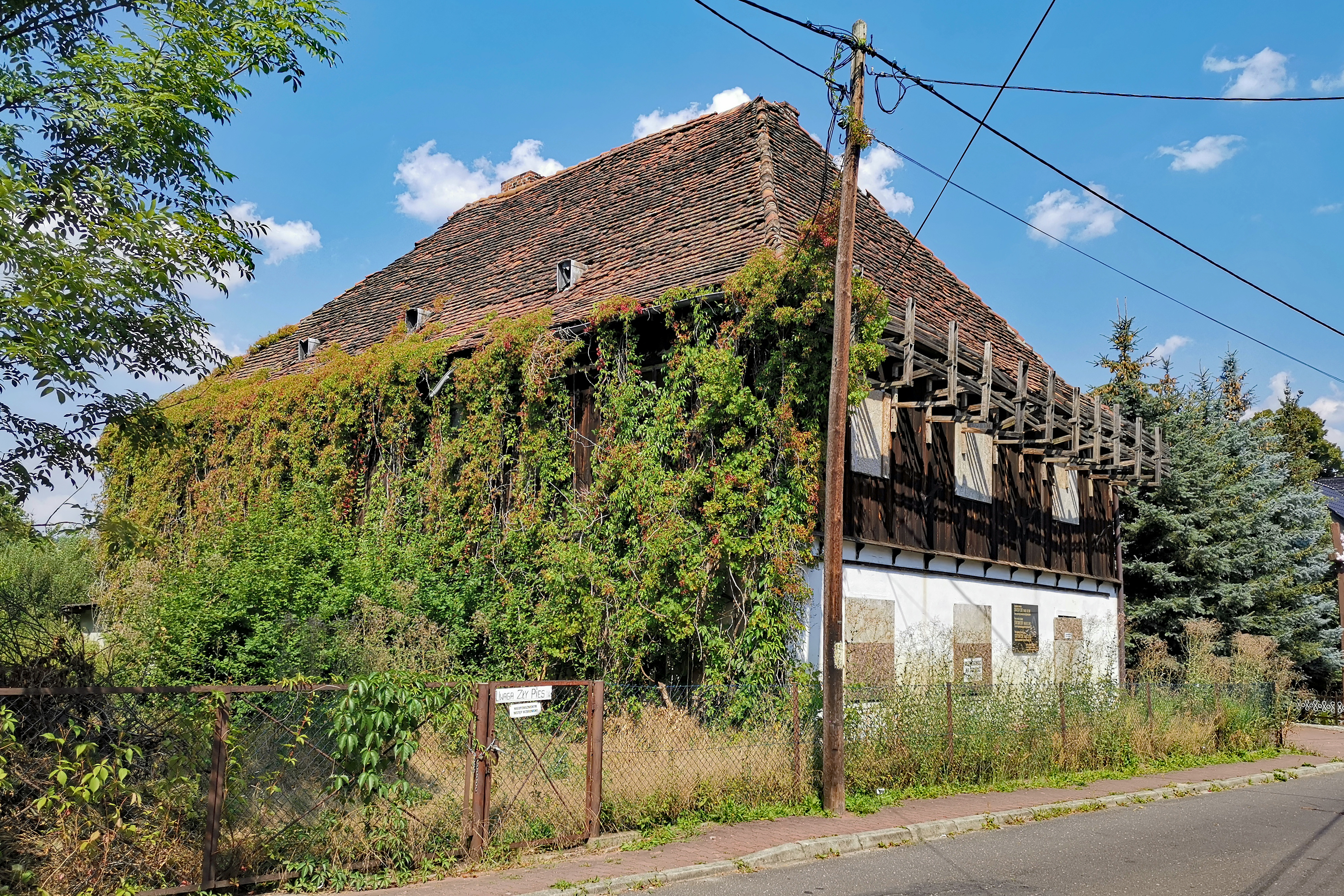
Das Geburtshaus Fechners in Żarki Wielkie (Groß Särchen)

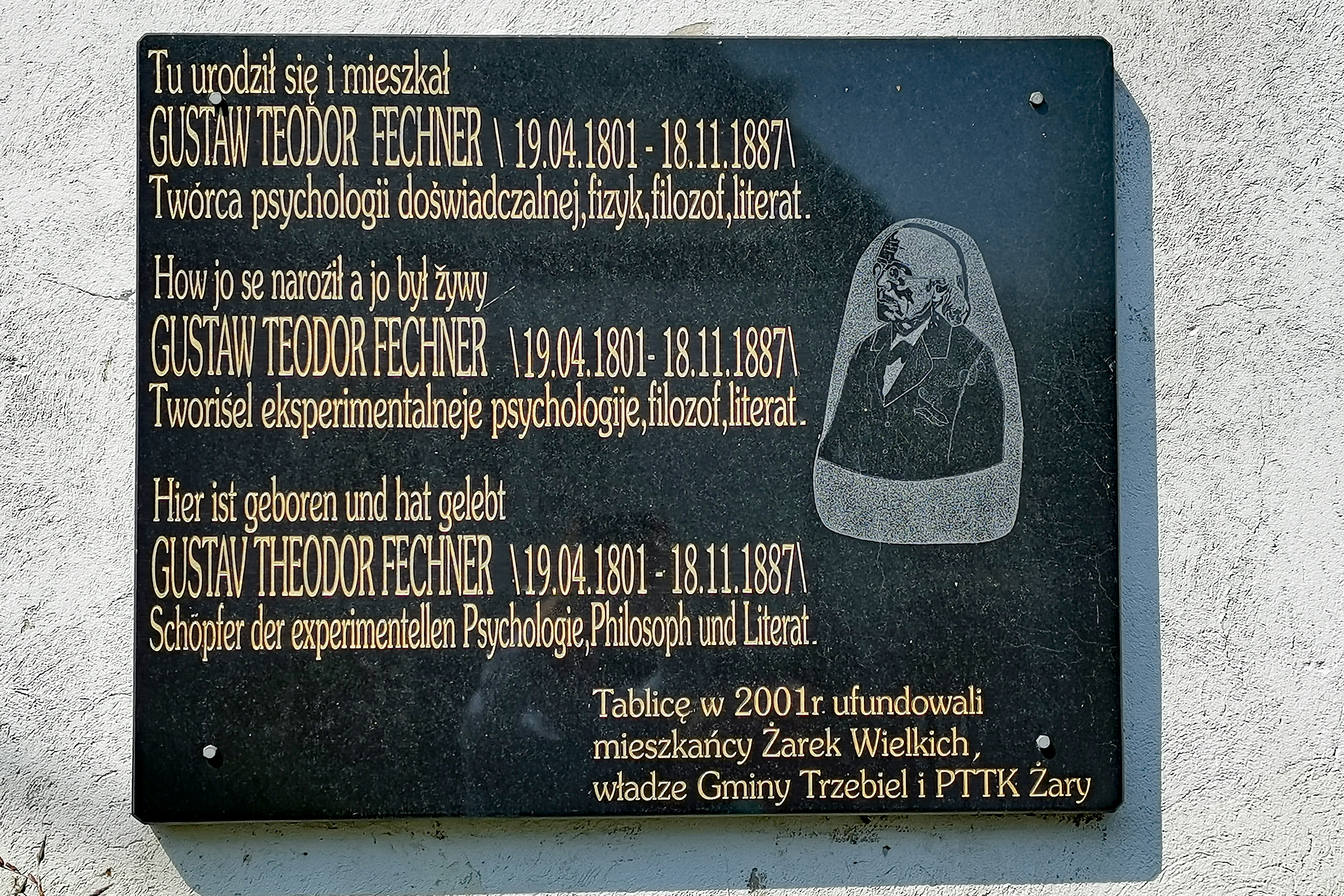
Erinnerungstafel an seinem Geburtshaus

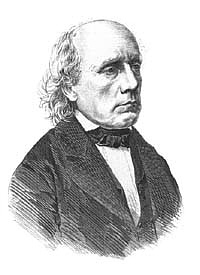
Gustav Theodor Fechner

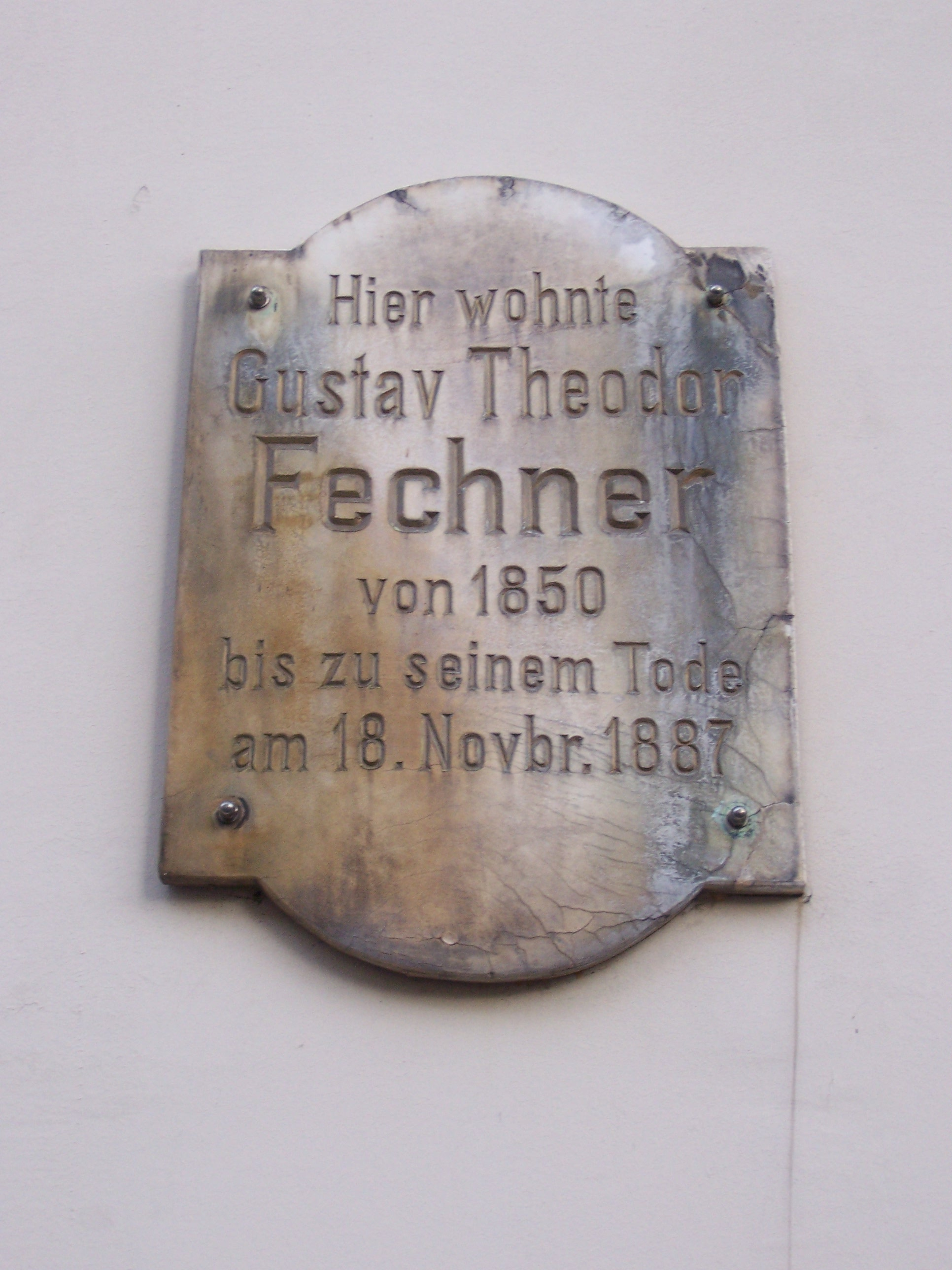
Erinnerungstafel an seinem Wohn- und Sterbehaus in Leipzig

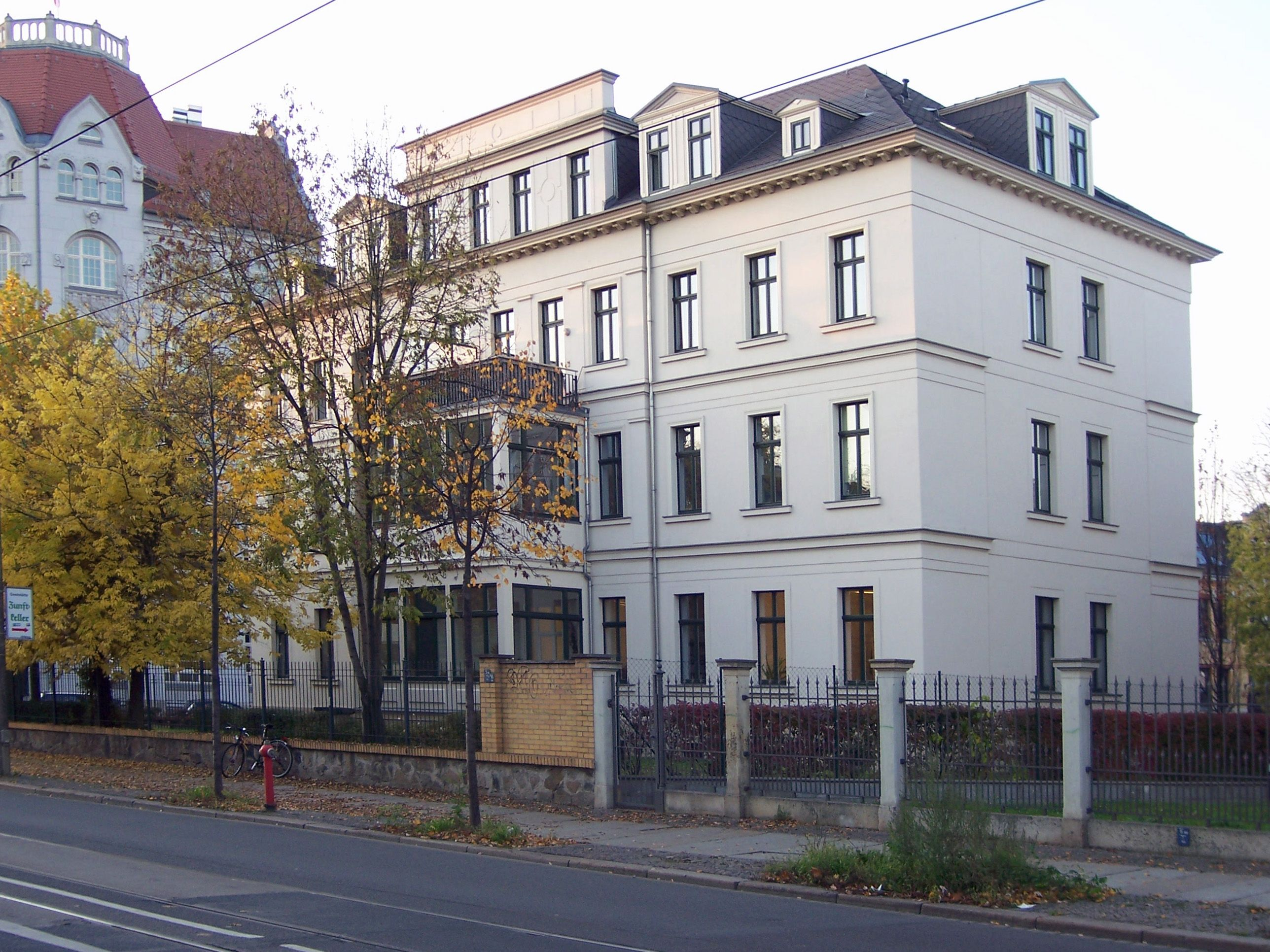
Wohn- und Sterbehaus Gustav Theodor Fechners in Leipzig

Fechner wurde im östlich der Lausitzer Neiße liegenden Groß Särchen in der damals zum Kurfürstentum Sachsen gehörenden Niederlausitz geboren. Er war der Sohn des protestantischen Pfarrers Samuel Traugott Fechner (1765–1806) und dessen Ehefrau Johanna Dorothea geborene Fischer (1774–1859). Der aus einer ortsansässigen Pfarrersfamilie stammende Vater studierte in Halle und Wittenberg und war sehr fortschrittlich eingestellt. Er ließ nach mehreren Blitzeinschlägen den ersten Blitzableiter im Dorf am Kirchturm anbringen, ließ seine Kinder impfen und trug bei der Predigt keine Perücke. Nach dem Tod des Vaters zog die Mutter mit den fünf Kindern in die benachbarte Stadt Triebel.
Kurze Zeit später nahm der Bruder der Mutter, der aus Golßen stammenden Gottlob Eusebius Fischer (1767/1769–1847), der damals evangelischer Archidiakon von Wurzen war, Fechner und seinen älteren Bruder auf. Vier Jahre später zogen die Fechner-Brüder mit ihm nach Ranis, wo sie sich mit dem Sohn Ludwig Franz von Breitenbauch des Burgherren von Ranis anfreundeten. Beide Brüder wurden 1814 in Ranis konfirmiert. 1814 kehrte Gustav Theodor zurück in die Niederlausitz und besuchte in Sorau die Lateinschule. Noch bevor die Niederlausitz preußisch wurde, zog die Mutter 1815 mit ihren vier Kindern nach Dresden, um ihrem ältesten Sohn Eduard Clemens nahe zu sein. Fechner besuchte dort die Kreuzschule, wurde aber nach anderthalb Jahren mit den Worten entlassen: „Sie müssen fort, Sie können bei uns nichts mehr lernen.“ So schrieb sich der Sechzehnjährige an der Leipziger Universität als Medizinstudent ein. Er hörte Physiologie bei Ernst Heinrich Weber und Algebra bei Carl Brandan Mollweide, ansonsten blieb er weitgehend Autodidakt und begeisterte sich für die Naturphilosophie Lorenz Okens. 1819 wurde er Baccalaureus, 1823 Magister und Privatdozent. Zum Arzt fühlte er sich wenig talentiert, besonders der praktische Teil des Studiums hatten ihn nach eigenem Bekunden „gänzlich um Neigung und Zutrauen gebracht“. Trotz bestandenem medizinischen Examen verdiente er seinen Lebensunterhalt durch literarische Arbeiten. Ab etwa 1824 übersetzte er die führenden Lehrbücher für Physik und Chemie von Jean-Baptiste Biot und Louis Jacques Thénard. Im Jahr 1828 wurde er zum außerordentlichen Professor ernannt.
Im Jahr 1833 heiratete Fechner Clara Volkmann und übernahm zusammen mit Moritz Wilhelm Drobisch, Justus Wilhelm Martin Radius, Georg Benedict Winter und Wilhelm Wachsmuth die Redaktion der Leipziger Literaturzeitung. 1834 wurde er Ordinarius für Physik an der Universität Leipzig. Im Jahr 1835 wurde er der Direktor des neu eröffneten physikalischen Instituts, das als eines der ältesten in Deutschland gilt. Im Jahr 1839 musste er die Physikprofessur aus gesundheitlichen Gründen aufgeben, nachdem seine anstrengenden Versuche zum Galvanismus und zur physiologischen Optik zu einem Augenleiden führten, das ihn beinahe erblinden ließ. In der Folge widmete sich Fechner der philosophischen Begründung der Physik. Fechner ist auch der Autor eines bekannten Hauslexikons in acht Bänden (Das Hauslexikon), das ab 1834 herausgegeben wurde. Im Jahr 1843 wurde er Professor für Naturphilosophie und Anthropologie an der Leipziger Universität; dieses Amt hatte er bis zu seinem Tode inne.
Im Januar 1830 gründete er zusammen mit dem Verleger Leopold Voß das Chemische Zentralblatt. Im Jahr 1846 war Fechner Mitbegründer der Königlich Sächsischen Gesellschaft der Wissenschaften zu Leipzig.
Fechner gilt als Begründer der Psychophysik, die eine Beziehung zwischen Objekt, dem physikalischen Reiz und der Sinnesempfindung (Perzept) herstellt.

## Vorschule der Ästhetik
Im Jahr 1876 veröffentlichte er das Buch Vorschule der Ästhetik, prägend nicht nur für die Genauigkeit seiner Beschreibungen. Er beeinflusste die Ästhetik bis heute durch die Innovation des empirischen Ansatzes, also von Einzelphänomenen auf das Allgemeine schließend („von unten“, also induktiv), statt vom Allgemeinen auf das Besondere („von oben“, also deduktiv). Fechner begründete so die experimentelle Ästhetik.
Er scheiterte zwar in dem Versuch, ein allgemeingültiges Gesetz des ästhetischen Empfindens zu bestimmen, stellte jedoch eine Reihe von Regelmäßigkeiten fest, und ordnete diese zu Prinzipien. Gefallen wird mit Lust, Missfallen dagegen mit Unlust gleichgestellt.
Fechner unterschied zwischen „schön“ (im Hier und Jetzt, in diesem Augenblick und damit kurzfristig Lust erzeugend) und „gut“ (langfristig Lust erzeugend). So kann etwa ein Haus „gut“ sein (indem es stabil gebaut wurde und viele Jahre lang für eine sichere Unterkunft sorgen wird) und trotzdem „hässlich“ sein (im Gegensatz zu „schön“). Umgekehrt kann ein Haus auch „schön“ sein (hübsch anzusehen) und dennoch „schlecht“ (weil es nicht lange halten wird).
Einige seiner Prinzipien sind:

### Das Prinzip der ästhetischen Schwelle
„Etwas muss sowohl von der Stärke wie auch von der Qualität her aufmerksamkeitswürdig sein, damit ich mich ihm zuwende.“

Die innere und äußerliche Schwelle sind voneinander abhängig: Je höher die innerliche Schwelle ist, desto intensiver muss der externe Reiz sein, um bemerkt zu werden. Eine Werbung muss entweder sehr groß oder vom Inhalt her sehr interessant sein, damit ich sie beim Vorbeifahren überhaupt betrachte. Je interessanter der Inhalt ist, desto kleiner kann die Fläche sein, und man wird sie trotzdem bemerken.

### Das Prinzip der Unterschiedsschwelle
Ein Unterschied zwischen zwei Reizen, etwa Farben oder Tönen, wird nur dann erkannt, wenn die Differenz zwischen beiden Reizen ein Mindestmaß, die sog. Unterschiedsschwelle, überschreitet. Man unterscheidet zwischen der absoluten und der relativen Unterschiedsschwelle, diese Schlussfolgerung floss in das Weber-Fechner-Gesetz ein (Das von dem Anatomen und Physiologen Weber entdeckte Grundgesetz der Psychophysik zur Bestimmung der Reizschwelle war durch Fechner weiterentwickelt worden).

### Das Prinzip der ästhetischen Hilfe
Fallen Gefallen erweckende Kleinigkeiten zusammen, ist das daraus resultierende Gefallen viel größer als für die einzelnen Teile an sich. Eine schöne Landschaft ist beispielsweise an sich schon schön, aber wenn dazu das Wetter noch schön ist, man sich in guter Gesellschaft befindet, am besten nach einer genussvollen Mahlzeit, dann ist die Welt „perfekt“, also viel besser als das Ergebnis der einzelnen Situationen an sich. Für Sachen, die Missfallen erwecken, gilt die gleiche Regel. Allerdings werden solche Situationen weniger häufig vorkommen, da man missfallenerregende Situationen nach Möglichkeit sofort beseitigt, bevor sie sich aufsummieren. Es kann passieren, dass bei strömenden Regen ein Reifen platzt und man schon für den Beginn der Präsentation zu spät ist. Das resultierende Missfallen ist jedenfalls größer als das für die einzelnen Teile der Situation an sich.

### Das Prinzip der einheitlichen Verknüpfung des Mannigfaltigen
Der Mensch hat ein angeborenes Bedürfnis nach Abwechslung. Der Wechsel muss aber durch etwas verbunden sein, muss eine Einheit aufweisen. Je länger die Beschäftigung mit einem Objekt dauert, desto höher sollte dessen Mannigfaltigkeit sein, um nicht langweilig zu werden. Eine Mannigfaltigkeit, die keine Einheit aufweist, wird als chaotisch empfunden.
Das Verhältnis einzelner Teile zueinander kann sehr einfach sein (wie im Kreis, wo jedes Teil sich genau gleich zu den anderen Teilen verhält) oder auch hoch komplex.
Eine einzelne (auch völlige) Unterbrechung einer Gleichförmigkeit ist seine stärkste Störung, ein Fleck auf einem weißen Kleid unterbricht das durchgehende Weiß. Eine regelmäßige Unterbrechung kann durch die Regelmäßigkeit die Störung der Unterbrechung ausgleichen und sogar übersteigen. So ziehen die meisten Menschen komplexe Muster leeren Flächen vor. Je abwechslungsreicher eine Sache ist, desto stärker wird das ästhetische Empfinden ausfallen, vorausgesetzt eine Einheit wird wahrgenommen. Fehlt die Einheit, sieht man ein Chaos, dem man nichts abgewinnen kann. Je höher die geistige Fähigkeit ist, Komplexes wahrzunehmen und zu verarbeiten, desto größer ist das Verlangen danach, und umso schneller tritt Langeweile bei einfachen Gebilden ein.

### Prinzip der Widerspruchslosigkeit, Einstimmigkeit oder Wahrheit
Sich einer Einstimmigkeit bewusst zu werden, ist immer im Sinne der Lust, ein Widerspruch immer im Sinne der Unlust. Widerspruch bedeutet allerdings nicht, dass etwas hier schwarz und dort weiß ist, sondern dass etwas aufgrund einer (fehlerhaften) Schlussfolgerung, sowohl schwarz als auch weiß ist. Die Lust ist umso größer, je überraschender die Einstimmigkeit auftritt oder je mehr mit einem Widerspruch gerechnet wurde. Als innere Wahrheit bezeichnet man einen zusammenhängenden Kreis von Vorstellungen, die keinen Widerspruch aufweisen. Äußere Wahrheit ist eine Vorstellung, die zur wahrgenommenen Wirklichkeit widerspruchslos ist. Die Wahrheit ist immer im Sinne der Lust, weil sie „schön“ genau so wie „gut“ ist.

### Das ästhetische Assoziationsprinzip
„Eine Orange findet man schöner als eine entsprechend bemalte Holzkugel“ – so begründet Fechner das Assoziationsprinzip.
Das sinnliche Auge nimmt vielleicht das Gleiche wahr, das geistige Auge sieht aber in der Orange einiges mehr, etwa den erfrischenden Geschmack, aber auch das Herkunftsland, und eigene Vorstellungen bezüglich dieses Landes und seiner Kultur (Sommer, Sonnenschein, Meer, Urlaub, freundliche Menschen usw.).
Das, was das sinnliche Auge wahrnimmt (der direkte Eindruck) kann dabei im Einklang oder im Widerspruch zu dem Assoziierten stehen. Je älter und erfahrener ein Mensch ist, desto mehr tendieren die Erinnerungen (Assoziationen) dazu, die eigentliche Erfahrung zu überlagern. Junge Menschen sind dagegen weit beeinflussbarer.
Je nach bereits gesammelten Erfahrungen werden auch assoziativ Anforderungen an neue Dinge gestellt. Werden diese Anforderungen erfüllt, tritt ein Gefühl der Einstimmigkeit auf. Werden sie nicht erfüllt, empfinden wir einen Widerspruch.
„Gefühle“ sind schnelle, unbewusste Assoziationen, bei denen die Erfahrung bereits aus dem Gedächtnis verschwunden ist, das Ergebnis im assoziativen Gefühl aber erhalten bleibt.

### Direkte Faktoren und assoziative Faktoren
Nach Fechner sind sowohl die direkten Faktoren (in der bildenden Kunst also Farbe, Helligkeit, Proportion usw.) wie auch die assoziativen Faktoren (Bildinhalte oder -bedeutung) grundlegend wichtig für das ästhetische Empfinden.
Unterschiedliche Versuche wurden seitdem unternommen, um die Beziehungen zwischen Einheit und Mannigfaltigkeit bzw. Ordnung und Komplexität zu klären. Neuere Versuche untersuchen die Verhältnisse in der bildenden Kunst und in der Musik.
So untersucht Dietrich Dörner das ästhetische Empfinden anhand des Grundbedürfnisses der „Reduzierung von Unbestimmtheit“.

## Würdigung

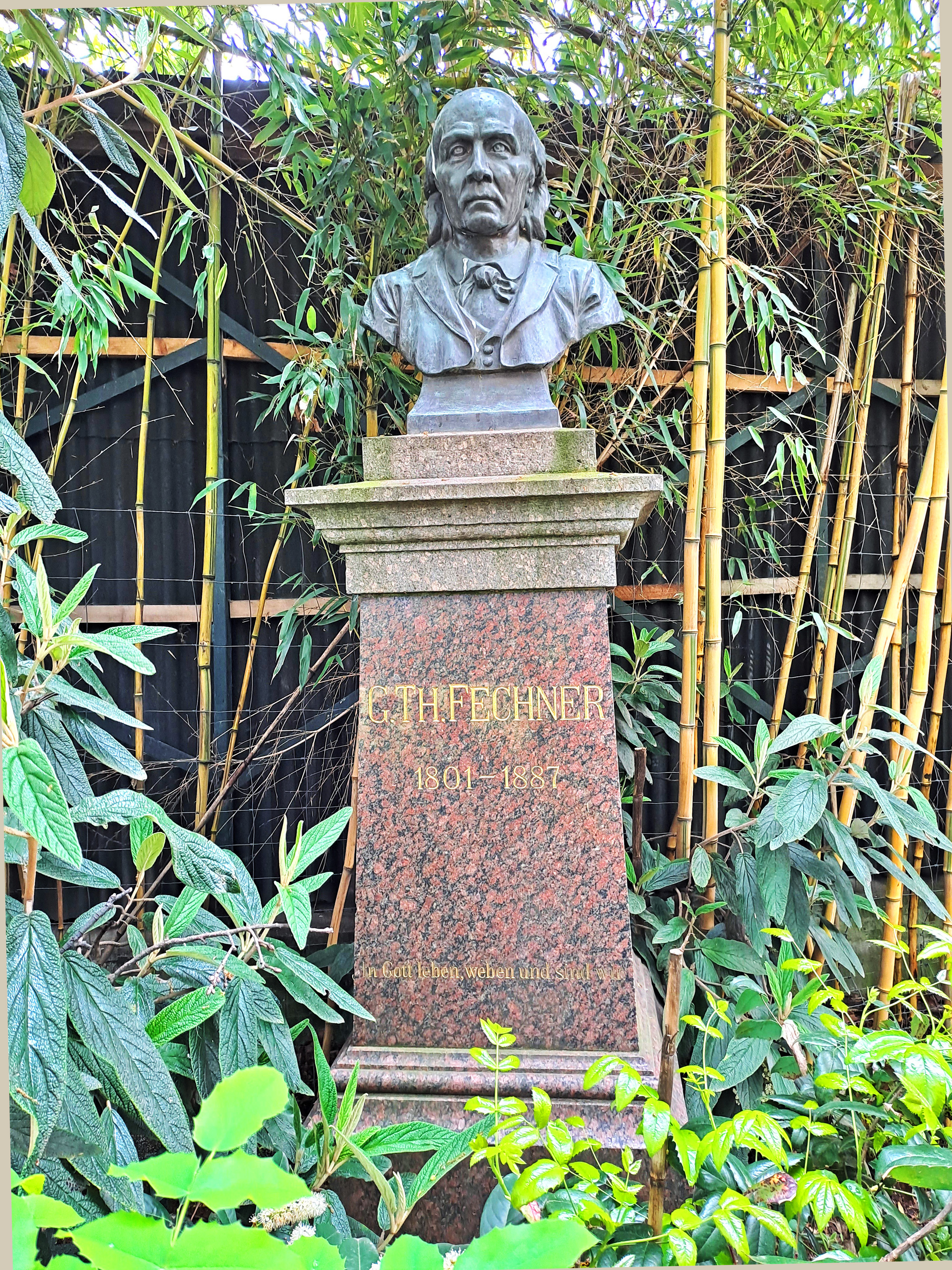
Fechner-Denkmal im Rosental in Leipzig

1859 wurde Fechner zum Mitglied  der Gelehrtengesellschaft Leopoldina gewählt. 1873 wurde Fechner zum Ehrendoktor der Medizin ernannt, 1884 erhielt er die Ehrenbürgerschaft der Stadt Leipzig. Seit 1897 erinnert ein Denkmal im Rosental nahe dem Zoo in Leipzig an ihn. Im Leipziger Stadtteil Gohlis trägt seit 1900 eine Straße seinen Namen (Fechnerstraße), eine gleichnamige Straße gibt es in Dresden-Kaditz (seit 1904).
An seinem Wohnhaus, dem Fechnerhaus, befindet sich eine Gedenktafel. Nach Fechner war die Gustav-Theodor-Fechner-Schule, ein 2005 geschlossenes Gymnasium im Leipziger Stadtteil Schönefeld, benannt.
1970 wurde der Mondkrater Fechner nach ihm benannt.
1990 wurde in Leipzig die Gustav-Theodor-Fechner-Gesellschaft e. V. gegründet, die sich mit dem Leben und Wirken Fechners beschäftigt.
Am 23. Mai 2000 wurde der Asteroid (11041) Fechner nach ihm benannt.

## Familie
Fechner war der jüngere Bruder des Malers Eduard Fechner. Er hatte drei jüngere Schwestern, Emilie (1803–1898), Clementine (1804–1893) und Mathilde (1806–1883). Clementine war die zweite Frau von Friedrich Wieck und wurde damit die Stiefmutter von Clara Wieck (später Schumann). Mathilde heiratete in zweiter Ehe den Postsekretär Kietz und wurde damit die Stiefmutter des Malers Ernst Benedikt Kietz und des Bildhauers Gustav Adolph Kietz. Ihr eigener Sohn Theodor Kietz wurde ebenfalls Bildhauer. Als Witwe wohnte Mathilde zusammen mit Mutter Fechner in Leipzig und zog nach deren Tod nach Dresden. Emilie heiratete in Grimma den Lehrer Johannes Gottlieb Kuntze. Ihre Kinder waren der Jurist Johannes Emil Kuntze und der Politiker Oskar Theodor Kuntze. Seit 1834 war Johannes Emil der Ziehsohn seines Onkels Gustav Theodor Fechner. Emilie starb als Witwe Kuntze im Alter von 95 Jahren in Blasewitz.

## Werke
- Praemissae ad theoriam organismi generalem. Habilitationsschrift. Literis Staritii, Typoge. Univers., Leipzig 1823 (Latein, crl.edu [PDF]).
- Ueber die Anwendung des Gravitationsgesetzes auf die Atomenlehre. In: Archiv für die gesamte Naturlehre. Band 15, Nr. 3. Nürnberg 1828, S. 257–290 (uni-frankfurt.de [PDF]).
- Maaßbestimmungen über die galvanische Kette. Leipzig 1831.
- Repertorium der Experimentalphysik : enthaltend eine vollständige Zusammenstellung der neuern Fortschritte dieser Wissenschaft. 3 Bände. Leipzig : Voß 1832
- Das Hauslexicon. Vollständiges Handbuch praktischer Lebenskenntnisse für alle Stände. Hrsg. von G. Th. Fechner. 8 Bände, Leipzig 1834–38.
- Das Büchlein vom Leben nach dem Tode. Dresden 1836.
- Ueber das höchste Gut. Leipzig 1846.
- Nanna oder über das Seelenleben der Pflanzen. Leipzig 1848.
- Zend-Avesta oder über die Dinge des Himmels und des Jenseits. Vom Standpunkt der Naturbetrachtung, 3 Bände, Leipzig 1851. (Band 1, 2 und 3)
- Professor Schleiden und der Mond. Leipzig 1856.
- Ueber die physikalische und philosophische Atomenlehre. Leipzig 1855. 2. Auflage. Leipzig 1864.
- Elemente der Psychophysik. 2 Bände, Leipzig, 1860. 2. Auflage. Leipzig 1889. (Band 1 und 2)
- Über einige Verhältnisse des binokularen Sehens. 2 Bände, Leipzig 1860/61.
- Ueber die Seelenfrage. Ein Gang durch die sichtbare Welt um die unsichtbare zu finden. Leipzig 1861.
- Die drei Motive und Gründe des Glaubens. Leipzig 1863.
- Zur Experimentalen Aesthetik. Leipzig 1871.
- Einige Ideen zur Schöpfungs- und Entwickelungsgeschichte der Organismen. Leipzig 1873.
- Kleine Schriften. Leipzig 1875. (erschien unter dem Pseudonym Dr. Mises, enthält: Beweis, daß der Mond aus Jodine besteht. Schutzmittel für die Cholera, Vergleichende Anatomie der Engel. Stapelia mixta, Warum wird die Wurst schief durchschnitten? u. a.)
- Vorschule der Aesthetik. 2 Bände, Leipzig 1876. 2. Aufl. 1897 (Digitalisat)
- Über den Ausgangswerth der kleinsten Abweichungssumme, dessen Bestimmung, Verwendung und Verallgemeinerung. In: Abhandlungen der Mathematisch-Physischen Klasse der Königlich-Sächsischen Gesellschaft der Wissenschaften. Band 11, Nr. 2. Leipzig 1878 (digitale-sammlungen.de).
- In Sachen der Psychophysik. Leipzig 1877.
- Die Tagesansicht gegenüber der Nachtansicht. Leipzig 1879.
- Revision der Hauptpuncte der Psychophysik. Leipzig 1882.
- Kollektivmasslehre. posthum, hrsg. von Gottlob Friedrich Lipps. Leipzig 1897.
- Tagebücher 1828 bis 1879. Hrsg. von Anneros Meischner-Metge. Bearb. von Irene Altmann. Sächsische Akademie der Wissenschaften zu Leipzig. 2 Teilbände. Stuttgart, 2004, ISBN 3-515-08619-6.